# جوليان جاكوبس
جوليان جاكوبس (بالإنجليزية: Julian Jacobs) هو قاضي أمريكي، ولد في 1937.